# Blond Ambition
Blond Ambition (conocido en América hispana como El precio de una venganza y en España como La ambición rubia) es el vigésimo segundo y último episodio de la tercera temporada de la serie de televisión estadounidense de drama/policíaco/sobrenatural/Fantasía oscura; Grimm. El guion principal del episodio fue coescrito por David Greenwalt y Jim Kouf los creadores de la serie, y la dirección general estuvo a cargo de Norberto Barba. 
El episodio se transmitió originalmente el 16 de mayo del año 2014 por la cadena de televisión NBC concluyendo de esa manera la temporada a mediados de la primavera. Mientras que en América Latina el episodio se estrenó el 9 de junio del mismo año por el canal Universal Channel.
La trama del episodio se centra en Monroe y Rosalee planificando y finalmente efectuando su boda. Sin embargo por otra parte Adalind también decide poner en marcha su plan de venganza por haber perdido a su hija Diana, causando caos en el mismo día.

## Título y epígrafe
El título «Blond ambition», es una expresión ambigua pero también de uso habitual en inglés. Literalmente significa «ambición rubia», pero en el slang cotidiano se utiliza para referirse a la tendencia a teñirse el pelo de rubio, tanto para hombres como para mujeres. Madonna la utilizó para nombrar su famosa gira mundial de 1990. La expresión tiene un sutil componente de género, inusual en el idioma inglés, debido a que es una palabra de origen francés, ya que está utilizada en su modalidad masculina o de género indefinido ("blond"), y no en la modalidad femenina ("blonde"), de uso más habitual.
El epígrafe del capítulo está tomado del tétrico cuento «La novia del bandolero», recopilado por los hermanos Grimm en el primer volumen de su célebre libro Cuentos de la infancia y del hogar (Kinder- und Hausmärchen) publicado en 1812, en la versión traducida al inglés por Lucy Crane de 1886. El relato trata de la novia de un violador, asesino y caníbal, que actúa en grupo con otros hombres secuestrando mujeres. La frase utilizada en el capítulo, con sus correspondientes versiones de los capítulos en español, dice:

Original en inglés
Turn back, turn back
thou pretty bride,
within this house thou must not abide.
For here do evil things betide.
Versiones en español
HispanoaméricaRegresa, regresa, novia bonita,
en esta casa no debes quedarte
porque cosas malignas ocurren aquí.
EspañaMárchate, márchate,
joven novia,
esta casa no debes pisar.
Porque cosas maléficas van a pasar.

Sin embargo la cita ha sido levemente modificada respecto del texto original, en dos puntos. La primera diferencia es que el texto original utiliza el verbo "not bide", mientras que el epígrafo dice "not abide", que aunque pueden utilizarse como sinónimos, modifica la métrica de manera inadecuada. La segunda diferencia es que el texto original tiene solo tres versos, debido a que los dos primeros forman uno solo, a fin de que la última palabra del primer verso, "bride", rime con las últimas de los otros dos, "bide" y "betide".

## Argumento
El día de la boda de Monroe y Rosalee por fin ha llegado. Y luego de asistir a un breve ensayo de la ceremonia y de tener una cena en la que los padres de Monroe se disculpan por sus reacciones iniciales hacia el matrimonio de su hijo y su prometida. Todos se retiran a sus hogares para prepararse al día siguiente. Monroe aloja en su hogar tanto a sus padres como a la madre y hermana de Rosalee. No obstante esa misma noche para la sorpresa de todos, la hermana de Rosalee, Deatta se embriaga y arruina el vestido de novia que se encontraba utilizando en medio de su pequeña rabieta. De igual manera tanto Rosalee como su madre y sus suegros se las arreglan para encontrar un vestido nuevo. Mientras que Monroe le revela a una sobria Deatta que la pérdida del vestido no fue del todo una tragedia, al comentar que tanto a él como a Rosalee les desagradaba.
El capitán Renard sigue buscando a una prófuga Adalind con la ayuda del sargento Wu. Sin embargo, la hexenbiest ha comenzado a utilizar su poción doppelganger para transformarse en Juliette y de esa forma comienza a crear un poco de tensión entre Renard y Juliette al hacerlos creer a los dos y en el progreso a Nick de que el primero está comenzando a obsesionarse con la veterinaria de nuevo.
Nick por su parte decide que es hora de trasladar el remolque de la tía Marie a un lugar seguro y con la ayuda de Trubel se las arregla para ubicar el vehículo y las pertenencias de sus ancestros en un lugar remoto en el bosque. Una vez que los dos regresan a su hogar, Trubel toma unos libros del remolque y aprovecha la situación para confesarle que tiene planeado irse de Portland. Pero Nick la persuade de esperar a que la boda se termine para decidir que hacer al respecto. Poco después Nick es recibido en su alcoba por una disfrazada Adalind quien al verse como Juliette lo persuade de hacer el amor con ella. Una vez que los dos terminan, Adalind se retira rápidamente de la casa no sin antes llamar la atención de Trubel, quien la sigue hasta tomar un taxi y la ve transformarse en su forma original. La Juliette original llega a casa y al ver la cama deshecha comienza a llevarse la idea equivocada de que su novio le fue infiel con alguien más.  
En otra parte de la ciudad, Renard localiza el local de Catherine Schade, lugar donde después de examinar la receta y las cosas reunidas, deduce de inmediato el plan de Adalind y se apresura a advertirle a Nick, pero como no contesta su llamada. Este se ve obligado a verlo en su casa, pero llega hasta después de que el Grimm se marcha con Juliette a la boda. Allí solo encuentra a Trubel quien le comenta sus sospechas de la Juliette con la que se vio hace poco y su extraño comportamiento. Renard entonces se prepara para ir hacia la boda para advertirle a Nick de que Adalind le ha un conjuro muy dañino llamado Verfluchte Zuillingsschwester y darle una poción que actúa como un antídoto. Pero antes de poder retirarse recibe tres disparos en el pecho por parte de un vengativo Weston Steward quien antes de poder acabar con el semi zauberbiest se distrae por la presencia de Trubel y trata de eliminarla usando su lado Hundjager, pero al no saber que su víctima es una Grimm, es rápidamente superado y finalmente decapitado por la misma. Trubel toma las llaves de Renard y la poción con rumbo a la boda. La casa de Nick y Juliette vuelve a convertirse en una escena de crimen y mientras Wu y Franco examinan la casa en busca de pistas, Wu se topa con los libros de Nick en donde obtiene una nueva pista de la existencia de los Wesen. 
En el lugar donde ocurre la boda Monroe y Rosalee, los dos wesen consiguen casarse en una emotiva ceremonia donde los dos recitan sus votos y quedan oficialmente unidos como pareja. Esto pone emotivos al resto de los invitados wesen que se transforman por lo ocurrido, en ese instante llega Trubel con la poción, quien trata inútilmente decirle a Nick lo ocurrido. Pero los wesen la reconocen como una Grimm y crean una pequeña conmoción que resulta en la destrucción del frasco que contenía la poción y Nick perdiendo sus gafas de sol, pero para su sorpresa no puede ver ninguna woge. A causa del gran desastre en la boda, Nick, Juliette, Hank, Trubel y los recién casados Monroe y Rosalee van a otra habitación donde tras hacer una prueba, Monroe confirma que Nick ya no es un Grimm. Dándose cuenta de que las pistas se han juntado y ahora todo tiene sentido, Trubel se da cuenta de que este fue el plan de Adalind que logró al acostarse con Nick como Juliette y que la poción que traía era lo que podía revertirlo. Sin poder retirarse de su boda, Monroe y Rosalee se quedan para calmar a sus invitados, mientras los demás parten a buscar al capitán Renard cuya condición empeora camino al hospital.   
Adalind se sube en un avión rumbo a Europa con la esperanza de reunirse con su desaparecida hija, sin imaginarse que el príncipe Viktor no la tiene y solo la ha estado manipulando. De regreso en Portland, Trubel le pregunta a Nick sí de veras ya no puede ver a los wesen a lo que un todavía sorprendido y agitado Nick le responde que sí.

## Elenco

### Principal
- David Giuntoli como Nick Burkhardt.
- Russell Hornsby como Hank Griffin.
- Bitsie Tulloch como Juliette Silverton.
- Silas Weir Mitchell como Monroe.
- Sasha Roiz como el capitán Renard.
- Reggie Lee como el Sgto Wu.
- Claire Coffee como Adalind Schade.

## Producción

### Escenarios y utilería
Las escenas que involucraban la boda entre Monroe y Rosalee se filmaron en una auténtica cabaña en el bosque en la ciudad de Portland. En un reporte antes del estreno del episodio, el actor Silas Weir Mitchell compartió algunos datos de la trama: "Hablamos sobre tenerla en el exterior. Y sería bueno hacerla hoy (cuando no está lloviendo), pero no puedes planear en días como estos." En el mismo reporte Mitchell también comento que el final de temporada no excluiría las dosis habituales de acción y drama de la serie: «Décimos esto cada año: el infierno se desata. ¿Qué es la peor cosa que podría pasar? Eso ocurre. No hay zombis, pero si cambios de vidas.»
El vestido de boda que la actriz Bree Turner iba a utilizar originalmente fue cambiado en último momento luego de fallar en gustarle tanto al equipo de producción como a los fanes del show. La actriz Bitsie Tulloch comentó los detalles diciendo: "A los de producción no les gusto, tampoco, pero pensaron que Bree estaba feliz con él, y Bree no quería decir nada porque pensó que a todos en el show les gustaba. Una vez que la verdad se supo, decidieron destruir la maldita cosa."

### Redacción
Desde antes de su estreno, se reportó que el personaje de Adalind nuevamente formaría parte de un catalizador en el final de temporada. Sobre lo ocurrido la actriz Claire Coffee comento: «Es una villana más poderosa ahora porque está operando de su propio acorde y ahora tiene esta poderosa motivación. Conoce una manera de obtener lo que quiere y es a través de muerte y destrucción por hechizos mágicos».
El episodio fue escrito por los co creadores de la serie David Greenwalt y Jim Kouf quienes reconocieron en entrevistas posteriores al estreno de Blond Ambition que varios de los acontecimientos que ocurrieron en el, habían sido reescritos sobre la marcha del resto de la redacción de la temporada. Originalmente Adalind iba dar a luz a su hija en el final de temporada, mientras que el rol del personaje «Trubel» estaba limitado para aparecer sólo en los tres penúltimos episodios y lo acontecido al capitán Renard tuvo origen como consecuencia de conflictos en el contrato de Sasha Roiz. Greenwalt y Kouf también revelaron que la rápida introducción de Wu a lo sobrenatural fue algo «espontáneo» y comentaron que el mostrar a Nick perdiendo sus poderes era algo que ya tenían planificado, pero que lo utilizaron en el episodio al determinar que era un cliffhanger apropiado para terminar la tercera entrega.

### Continuidad
- Adalind le roba sus poderes a Nick. De una manera parecida a lo que el hizo con sus poderes en episodios pasados.
- Renard entra en un estado grave de salud a causa de tres tiros en el pecho.
- Monroe y Rosalee se casan.

## Recepción

### Audiencia
En el día de su transmisión original en los Estados Unidos por la NBC, el episodio fue visto por un total de 5 210 000 telespectadores. No obstante el total de personas que vieron el episodio fue de 8 080 000 personas.

### Crítica
El episodio ha recibido críticas mixtas entre los críticos y los fanáticos de la serie:
Nick McHatton de TV Fanatic le dio al episodio cuatro estrellas y media de cinco posibles, argumentando que: «El final es un cambio en el juego para Nick ahora que perdió su poder. Él menciona que ser un Grimm ha provocado drama extra en su vida, pero Nick de veras no sabe como vivir su vida sin seguir siendo un a Grimm. Es una presentación íntima de él y su personalidad - y sin ella no es una persona completa. Nick ya no puede argumentar sobre sus poderes Grimm con super oído y su humanidad regresando de su zombificación.»
Kevin McFarland de AV Club le dio a episodio una B en una categoría de la A a la F argumentando que: "Como una iniciativa para la cuarta temporada, “Blond Ambition” tiene a la última en picada, girando en un montón de diferentes posibilidades por donde el show puede ir. Y oigan, paso por la ceremonia de Monrosalee antes de que todo se fuera al infierno, así que no hay nada colgando en ese sentido. Pero les mentiría si les digo que no me molesta la manera en la que Grimm constantemente sobre-complica el montón de historias inconclusas al introducir más elementos que inconcebible-mente no pueden resolverse a tiempo. Este final es un ejemplo perfecto de eso, incluso mientras Silas Weir Mitchell me hace reír y Toboni continúa siendo un caso inconcluso como una regular en la serie".
Mary Ann Sleasman de TV.Com le dio al episodio una crítica positiva y comento: «¿Cuántas interrupciones presentes Nick tiene que soportar? La temporada 3 mostró un camnio en las actitudes de algunas alianzas de Nick. Rosalee y Monroe—especialmente Rosalee—comento su preocupación sobre la interminable necesidad de Nick para recurrir a su ayuda, y como esas asistencias frecuentes los han puesto en números rojos con el consejo Wesen. Juliette está harta de todo esto; de Adalind a Trubel hasta Renard, ya ha tenido suficiente.»
Christine Horton de Den of Geek calificó al final de temporada con una crítica mixta notando: «Con los dos machos alfas del show sacados efectivamente del juego, nos dejan preguntándonos ¿Qué sigue? Pueden esperar que la temporada cuatro comience con Adalind descubriendo inevitablemente que fue engañada por Viktor, Wu entrando en el círculo (espero) y la batalla de Renard por sobrevivir el intento de asesinato. Pero como el inicio de la temporada 3, casi será sobre Nick luchando por recuperar sus poderes».